# Jean Antoine d'Agoult
Pour les articles homonymes, voir Agoult.
Jean Antoine d’Agoult, né le 17 novembre 1753 à Grenoble (Isère) et mort le 30 septembre 1826 à Voreppe, est un militaire et homme politique français.

## États de service
Il entre en service en 1763, comme sous-lieutenant de cavalerie au régiment de Clermont, et en 1769, il obtient son brevet de capitaine. Le 15 février 1784, il devient sous-lieutenant des gardes du corps avec rang de mestre de camp le 30 mars 1788. Il est fait chevalier de Saint-Louis en 1788.
Lors des états généraux de 1789, il est élu député par la noblesse du Dauphiné, et il est l’un des premiers qui se réunirent, le 22 juin 1789, aux communes constituées en assemblée nationale. Le 19 juin 1790, il signe la protestation de la noblesse contre les actes de l'Assemblée nationale, et celle du 6 octobre, sur le rapport de la procédure du Châtelet.
En 1791, il émigre à Coblence, où il rejoint les gardes du corps. En 1792, il fait les campagnes de l’armée des princes, puis celle de Condé jusqu'au licenciement définitif en 1801. 
Il est promu maréchal de camp le 17 février 1797, et il fait les campagnes de 1798 à 1801, comme capitaine à la tête d’une compagnie noble, sous les ordres du duc d’Angoulême. À la tête d'un fort détachement de cavalerie, il couvre l’aile droite de l'armée de Condé lors de la retraite de Rothmann, à Leoben en 1800.
Pendant la première restauration, il est nommé aide-major général des gardes du corps en 1814, et il se trouve en Dauphiné lors du débarquement de Napoléon en mars 1815. Il propose ses services au général Marchand, qui refuse. Il se rend aussitôt à Lyon informer le comte d’Artois de la situation à Grenoble, puis il revient auprès du roi à Paris, où il reprend son service d’aide major général. Il accompagne les princes jusqu'à Armentières, et il reprend ses fonctions après les Cent-Jours. 
Il est fait officier de la Légion d’honneur le 22 décembre 1814, et commandeur de Saint-Louis le 18 octobre 1815. Il est admis à la retraite fin 1815.
Franc-maçon, il est membre de la loge Egalité de Grenoble.
Il meurt le 29 septembre 1826, à Paris.

## Distinctions
- Commandeur de l'Ordre royal et militaire de Saint-Louis
- Officier de la Légion d'honneur

## Sources
- Pierre Jullien de Courcelles, Dictionnaire historique et biographique des généraux français : depuis le onzième siècle jusqu'en 1822, Tome 1, l’Auteur, 1823, 490 p. (lire en ligne), p. 27.
- Fiche sur Assemblée nationale
- « Cote LH/10/67 », base Léonore, ministère français de la Culture
- Alex Mazas, Histoire de l'ordre royal et Militaire de Saint-Louis depuis son institution, jusqu'en 1830, Tome 2, Firmin Didot frère, Paris, 1860, p. 432.
- Alex Mazas, Histoire de l'ordre royal et Militaire de Saint-Louis depuis son institution, jusqu'en 1830, Tome 3, Firmin Didot frère, Paris, 1861, p. 271